# ثمر حراجي

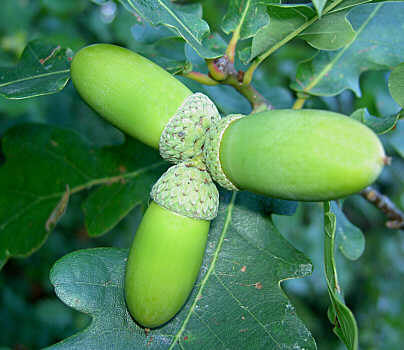

الثمر الحراجيّ أو ثمر الحراج أو ثمر البلوط والزان (بالإنجليزية: Mast)‏ في علم النبات هي ثمار أشجار الغابات مثل الجوز والمكسرات الأخرى. يمكن أن يشير أيضًا إلى «مجموعة من المكسرات». بشكل عام، يعتبر الثمر الحراجي الجزء النباتي أو المأكول الناتج عن الأنواع الخشبية للنباتات التي تستهلكها أنواع الحياة البرية وبعض الحيوانات الأليفة.
سنة الثمر الحراجي هي السنة التي تُنتج فيها البذور بوفرة. يستخدم المصطلح على وجه التحديد فيما يتعلق بأشجار الزان والبلوط.

## المصطلح في الإنكليزية
يأتي المصطلح في الإنكليزية «Mast» من الكلمة الإنجليزية القديمة "mæst"، والتي تعني كومة المكسرات من أشجار الغابات التي تراكمت على الأرض، وخاصة تلك المستخدمة غذاء لتسمين الخنازير المحلية.